# Теория оболочечного строения ядра
Тео́рия оболо́чечного строе́ния ядра́ — одна из ядерно-физических моделей, объясняющих структуру атомного ядра, аналогично теории оболочечного строения атома. В рамках этой модели протоны и нейтроны заполняют оболочки атомного ядра, и, как только оболочка заполнена, значительно повышается стабильность ядра.

## Магические числа
Количество нуклонов (протонов или нейтронов) в ядре, при котором ядра имеют большую энергию связи, чем ядра с ближайшим (большим или меньшим) количеством нуклонов называется магическим числом. Особой устойчивостью отличаются атомные ядра, содержащие магические числа 2, 8, 20, 50, 82, 114, 126, 164 для протонов и 2, 8, 20, 28, 50, 82, 126, 184, 196, 228, 272, 318 для нейтронов. (Жирным выделены дважды магические числа, то есть магические числа, которые есть как для протонов, так и для нейтронов).
Заметим, что оболочки существуют отдельно для протонов и нейтронов, так что можно говорить о «магическом ядре», в котором количество нуклонов одного типа является магическим числом, или о «дважды магическом ядре», в котором магические числа — количества нуклонов обоих типов. Из-за фундаментальных различий в заполнении орбит протонов и нейтронов дальнейшее заполнение происходит асимметрично: магическое числа для нейтронов 126 и, теоретически, 184, 196, 228, 272, 318… и только 114, 126 и 164 для протонов. Этот факт имеет значение при поиске так называемых «островов стабильности». Кроме того, найдено несколько полумагических чисел, например, Z=40 (Z — число протонов).
«Дважды магические» ядра — наиболее устойчивые изотопы, например, изотоп свинца Pb-208 с Z=82 и N=126 (N — число нейтронов).
Магические ядра являются наиболее устойчивыми. Это объясняется в рамках оболочечной модели: дело в том, что протонные и нейтронные оболочки в таких ядрах заполнены — как и электронные у атомов благородных газов.

## Теория
Согласно этой модели каждый нуклон находится в ядре в определённом индивидуальном квантовом состоянии, характеризуемом энергией, моментом вращения (его абсолютной величиной j, а также проекцией m на одну из координатных осей) и орбитальным моментом вращения l.
Энергия уровня не зависит от проекции момента вращения на внешнюю ось. Поэтому в соответствии с принципом Паули на каждом энергетическом уровне с моментами j, l может находиться (2j + 1) тождественных нуклонов, образующих «оболочку» (j, l). Полный момент вращения заполненной оболочки равен нулю. Поэтому, если ядро составлено только из заполненных протонных и нейтронных оболочек, то его спин будет также равен нулю.
Всякий раз, когда количество протонов или нейтронов достигает числа, отвечающего заполнению очередной оболочки (такие числа называются магическими), возникает возможность скачкообразного изменения некоторых характеризующих ядро величин (в частности, энергии связи). Это создаёт подобие периодичности в свойствах ядер в зависимости от A и Z, аналогичной периодическому закону для атомов. В обоих случаях физической причиной периодичности является принцип Паули, запрещающий двум тождественным фермионам находиться в одном и том же состоянии. Однако оболочечная структура у ядер проявляется значительно слабее, чем в атомах. Происходит это главным образом потому, что в ядрах индивидуальные квантовые состояния частиц («орбиты») возмущаются взаимодействием («столкновениями») их друг с другом гораздо сильнее, чем в атомах. Более того, известно, что большое число ядерных состояний совсем не похоже на совокупность движущихся в ядре независимо друг от друга нуклонов, то есть не может быть объяснено в рамках оболочечной модели.
В этой связи в оболочечную модель вводится понятие квазичастиц — элементарных возбуждений среды, эффективно ведущих себя во многих отношениях подобно частицам. При этом атомное ядро рассматривается как ферми-жидкость конечных размеров. Ядро в основном состоянии рассматривается как вырожденный ферми-газ квазичастиц, которые эффективно не взаимодействуют друг с другом, поскольку всякий акт столкновения, изменяющий индивидуальные состояния квазичастиц, запрещён принципом Паули. В возбуждённом состоянии ядра, когда 1 или 2 квазичастицы находятся на более высоких индивидуальных энергетических уровнях, эти частицы, освободив орбиты, занимаемые ими ранее внутри ферми-сферы, могут взаимодействовать как друг с другом, так и с образовавшейся дыркой в нижней оболочке. В результате взаимодействия с внешней квазичастицей может происходить переход квазичастиц из заполненных состояний в незаполненное, вследствие чего старая дырка исчезает, а новая появляется; это эквивалентно переходу дырки из одного состояния в другое. Таким образом, согласно оболочечной модели, основывающейся на теории квантовой ферми-жидкости, спектр нижних возбуждённых состояний ядер определяется движением 1—2 квазичастиц вне ферми-сферы и взаимодействием их друг с другом и с дырками внутри ферми-сферы. Этим самым объяснение структуры многонуклонного ядра при небольших энергиях возбуждения фактически сводится к квантовой проблеме 2—4 взаимодействующих тел (квазичастица — дырка или 2 квазичастицы — 2 дырки). Трудность теории состоит, однако, в том, что взаимодействие квазичастиц и дырок не мало, и потому нет уверенности в невозможности появления низкоэнергетического возбуждённого состояния, обусловленного большим числом квазичастиц вне ферми-сферы.
В других вариантах оболочечной модели вводится эффективное взаимодействие между квазичастицами в каждой оболочке, приводящее к перемешиванию первоначальных конфигураций индивидуальных состояний. Это взаимодействие учитывается по методике теории возмущений (справедливой для малых возмущений). Внутренняя непоследовательность такой схемы состоит в том, что эффективное взаимодействие, необходимое теории для описания опытных фактов, оказывается отнюдь не слабым. Кроме того, увеличивается число эмпирически подбираемых параметров модели. Также оболочечные модели модифицируются иногда введением различного рода дополнительных взаимодействий (например, взаимодействия квазичастиц с колебаниями поверхности ядра) для достижения лучшего согласия теории с экспериментом.
Оболочечная модель ядра фактически является полуэмпирической схемой, позволяющей понять некоторые закономерности в структуре ядер, но не способной последовательно количественно описать свойства ядра. В частности, ввиду перечисленных трудностей непросто выяснить теоретически порядок заполнения оболочек, а следовательно, и «магические числа», которые служили бы аналогами периодов таблицы Менделеева для атомов. Порядок заполнения оболочек зависит, во-первых, от характера силового поля, которое определяет индивидуальные состояния квазичастиц, и, во-вторых, от смешивания конфигураций. Последнее обычно принимается во внимание лишь для незаполненных оболочек. Наблюдаемые на опыте магические числа общие для нейтронов и протонов (2, 8, 20, 28, 40, 50, 82, 126) отвечают квантовым состояниям квазичастиц, движущихся в прямоугольной или осцилляторной потенциальной яме со спин-орбитальным взаимодействием (именно благодаря ему и возникают числа 28, 40, 82, 126)